# Церковь Покрова Пресвятой Богородицы (Алексино)
Церковь Покрова Пресвятой Богородицы — православный храм в деревне Алексино Рузского городского округа Московской области. Относится к Рузскому благочинию Одинцовской епархии Русской православной церкви.

## История
Церковь в Алексине существовала, как минимум, в XVI веке, но в Смутное время была уничтожена и, по данным 1627 года, в селе оставалось лишь церковное место. К 1676 году была восстановлена митрополитом Сарским и Подонским Серапионом.
Церковь сгорела в июне 1802 году, от случившегося в селе пожара, а летом следующего, 1803 года, была построена новая каменная, в стиле провинциального классицизма, Покровская церковь.

В описи церковного имущества церкви за 1813 год значится: 
Церковь каменного здания с приделами Алексия Митрополита Московского и Николая Чудотворца. Внутри оштукатурена, снаружи оштукатурена и выкрашена желтой краской, покрыта листовым железом. Глава на настоящей обита английской жестью, крест деревянный, обит такой же жестью, на приделах главы обиты железом и кресты железом. Колокольня каменная покрыта железом, шпиль обит английской жестью, крест деревянный, обит такой же жестью.
После войны 1812 года церковь была вновь освящена 17 февраля 1813 года, в 1872 году построена шатровая колокольня.
Храм села Алексино, единственный во всём районе, оставался открытым всё советское время.

## Духовенство
- Настоятель храма — протоиерей Вадим Владышевский
- Иерей Иоанн Борисов[1]